# Solita Solano
Solita Solano, pseudònim de Sarah Wilkinson (Troy, Nova York, 1888 - Orgeval, Yvelines, 22 de novembre de 1975), va ser una escriptora, poeta i periodista nord-americana.

## Biografia
Provenia d'una família de classe mitjana. Es va educar a la Emma Willard School, una escola independent, preparatòria per la universitat, localitzada a Troy. Després de la mort del seu pare es va casar amb el seu nuvi de la infància, Oliver Filley. Va passar els següents quatre anys a les Filipines, Xina i Japó, on el seu marit va treballar com a enginyer. Van tornar a Nova York el 1908 on va començar a treballar com a crítica de teatre i editora de drames amb el New York Tribune i com a col·laboradora autònoma de la National Geographic Society. En aquest moment va ser quan va començar a utilitzar el pseudònim de Solita Solano.
El 1919 Solano va conèixer la periodista Janet Flanner al Greenwich Village, amb la qual va començar una relació sentimental. El 1921 van viatjar a Grècia i Istanbul, ciutat en la qual Janet Flanner realitzava un reportatge per al National Geographic. En aquells dies Solano havia publicat tres llibres, el poc èxit la va fer tornar al periodisme. A l'any següent van anar a França, on Janet Flanner va ser corresponsal de The New Yorker. Allà es van unir al cercle intel·lectual-lèsbic de Gertrude Stein, Alice B. Toklas, Natalie Clifford Barney, Romaine Brooks i Djuna Barnes. Janet i Solita van ser representades, sota els noms de "Nip" i "Tuck", en dos personatges de la novel·la de Barnes "El almanaque de las mujeres" de (1928). El 1929 Solano va tenir un affair amb Margaret Anderson, fundadora de The Little Review, que havia arribat a París amb la seua amant, la cantant francesa Georgette Leblanc. Aquesta relació va perdurar durant diversos anys, encara que Anderson va continuar vivint amb Leblanc.

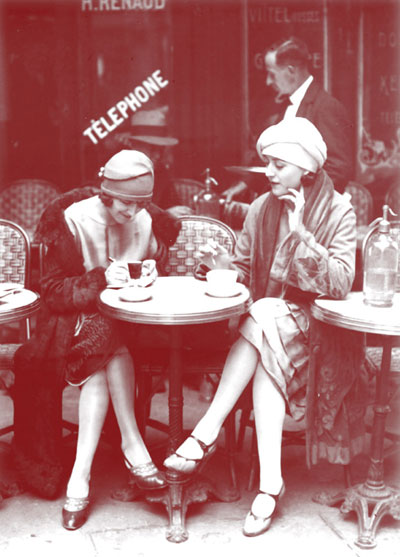
Solita Solano i Djuna Barnes a Paris, cap el 1922

Per aquesta època, Janet Flanner va començar a publicar amb el pseudònim Genêt seva sèrie Letter from Paris (Carta de París), per a The New Yorker. Al començament de la Segona Guerra Mundial (1939) Solano i Flanner van tornar a Nova York.
Als pocs anys, Solano va abandonar a Flanner, després que aquesta comencés una relació sentimental amb Natalia Danesi Murray; i al seu torn Solano en va començar una altra amb Elizabeth Jenks Clark. Solano va presentar a Clark al la seua anterior parella, Margaret Anderson, quan aquesta va tornar als Estats Units. El trio va arribar a ser un grup íntim d'amigues, el que no va impedir que Anderson comencés una relació amb Dorothy Caruso, vídua del cantant Enrico Caruso.
En acabar la Segona Guerra Mundial (1945), Solano va tornar a França, on va residir fins a la seva mort.

## Gurdjieff i The Rope
Durant els anys trenta i quaranta, Solano va estudiar amb el místic George Gurdjieff, i durant un temps va actuar com la seva secretària. Pertanyia a un grup gurdjieffià conegut com The Rope (amb Jane Heap, Margaret Anderson, Kathryn Hulme i Dorothy Caruso). Després de la mort de Gurdjieff (1949), Solano es va convertir en líder del grup, posició que va ocupar fins a la seva pròpia mort. Les seves notes de les intervencions de Gurdjieff davant el grup són el registre més important de la seva personalitat i mètode.